# Lotta greco-romana ai Giochi della XIV Olimpiade - Pesi welter
La competizione della categoria pesi welter (fino a 73 kg) di lotta greco-romana dei Giochi della XIV Olimpiade si è svolta dal 3 al 6 agosto al Earls Court Exhibition Centre a Londra.

## Formato
Ad ogni incontro venivano assegnate le seguenti penalità:
- 0 = Al vincitore per schienata
- 1 = Al vincitore per decisione
- 2 = Allo sconfitto per decisione (1 giudici contro 2)
- 3 = Allo sconfitto per decisione (0 giudici contro 3)
- 3 = Allo sconfitto per schienata

Con cinque penalità o più il lottatore veniva eliminato.

## Risultati
| Legenda                                  | Legenda |
| ---------------------------------------- | ------- |
| Lottatore con 5 penalità o più Eliminato |         |

### 1º Turno
Si è disputato il 3 agosto.
| Vincitore          | Pen. | Risultato | Sconfitto         | Pen. |
| ------------------ | ---- | --------- | ----------------- | ---- |
| Miklós Szilvásy    | 1    | 3:0       | Julien Dobbelaere | 3    |
| Josef Schmidt      | 0    | Schienata | James Wilson      | 3    |
| René Chesneau      | 0    | Schienata | Nic Felgen        | 3    |
| Alberto Longarella | 1    | 2:1       | Robert Diggelmann | 2    |
| Veikko Männikkö    | 1    | 3:0       | Ali Özdemir       | 3    |
| Bjørn Cook         | 1    | 3:0       | Luigi Rigamonti   | 3    |
| Henrik Hansen      | 0    | Schienata | Kemal Munir       | 3    |
| Gösta Andersson    | 0    | Schienata | Johan Schouten    | 3    |

Ali Özdemir abbandona la competizione.

### 2º Turno
Si è disputato il 4 agosto.
| Vincitore         | Pen. | Risultato | Sconfitto          | Pen. |
| ----------------- | ---- | --------- | ------------------ | ---- |
| Julien Dobbelaere | 3    | Schienata | James Wilson       | 6    |
| Miklós Szilvásy   | 2    | 3:0       | Josef Schmidt      | 3    |
| Nic Felgen        | 3    | Schienata | Robert Diggelmann  | 5    |
| Bjørn Cook        | 2    | 3:0       | Veikko Männikkö    | 4    |
| René Chesneau     | 1    | 3:0       | Alberto Longarella | 4    |
| Luigi Rigamonti   | 3    | Schienata | Kemal Munir        | 6    |
| Gösta Andersson   | 1    | 3:0       | Henrik Hansen      | 3    |
| Johan Schouten    | 3    |           | Esentato           |      |

### 3º Turno
Si è disputato il 5 agosto.
| Vincitore       | Pen. | Risultato | Sconfitto          | Pen. |
| --------------- | ---- | --------- | ------------------ | ---- |
| Miklós Szilvásy | 2    | Schienata | René Chesneau      | 4    |
| Josef Schmidt   | 4    | 3:0       | Nic Felgen         | 6    |
| Veikko Männikkö | 4    | Schienata | Alberto Longarella | 7    |
| Henrik Hansen   | 4    | 3:0       | Bjørn Cook         | 5    |
| Gösta Andersson | 2    | 3:0       | Luigi Rigamonti    | 6    |

### 4º Turno
Si è disputato il 5 agosto.
| Vincitore       | Pen. | Risultato | Sconfitto       | Pen. |
| --------------- | ---- | --------- | --------------- | ---- |
| Miklós Szilvásy | 3    | 3:0       | Veikko Männikkö | 7    |
| Henrik Hansen   | 4    | Schienata | Josef Schmidt   | 7    |
| Gösta Andersson | 3    | 3:0       | René Chesneau   | 7    |

### 5º Turno
Si è disputato il 6 agosto.
| Vincitore       | Pen. | Risultato | Sconfitto     | Pen. |
| --------------- | ---- | --------- | ------------- | ---- |
| Miklós Szilvásy | 3    | Schienata | Henrik Hansen | 7    |
| Gösta Andersson | 3    |           | Esentato      |      |

### 6º Turno
Si è disputato il 6 agosto.
| Vincitore       | Pen. | Risultato | Sconfitto       | Pen. |
| --------------- | ---- | --------- | --------------- | ---- |
| Gösta Andersson | 4    | 3:0       | Miklós Szilvásy | 6    |

## Classifica finale
| Pos.    | Atleta             | Nazione       |
| ------- | ------------------ | ------------- |
| Oro     | Gösta Andersson    | Svezia        |
| Argento | Miklós Szilvásy    | Ungheria      |
| Bronzo  | Henrik Hansen      | Danimarca     |
| 4       | Josef Schmidt      | Austria       |
| 4       | Veikko Männikkö    | Finlandia     |
| 4       | René Chesneau      | Francia       |
| 7       | Bjørn Cook         | Norvegia      |
| 8       | Luigi Rigamonti    | Italia        |
| 8       | Nic Felgen         | Lussemburgo   |
| 10      | Alberto Longarella | Argentina     |
| 11      | Julien Dobbelaere  | Belgio        |
| 11      | Johan Schouten     | Paesi Bassi   |
| 13      | Robert Diggelmann  | Svizzera      |
| 14      | Kemal Munir        | Egitto        |
| 14      | James Wilson       | Gran Bretagna |
| 16      | Ali Özdemir        | Turchia       |